# Praedora plagiata
Praedora plagiata là một loài bướm đêm thuộc họ Sphingidae. Loài này có ở savanna từ Zimbabwe tới Tanzania.
Chiều dài cánh trước khoảng 24–29 mm. Phía trên cánh trước màu xám với tông hồng nhạt.